# Sava (Madagáscar)

Sava é uma região de Madagáscar localizada na província de Antsiranana. Sua capital é a cidade de Sambava.
Outras cidades importantes dessa região são: Vohemar, Sambava, Andapa e Antalaha.

## Economia
Essa região é a capital mundial da Baunilha.

## Natureza
O Parque Nacional de Marojejy é perto de Sambava e Andapa.